# أماكوسا (كوماموتو)
مدينة أماكوسا (بالإنجليزية: Amakusa) هي أحد المدن التابعة لمحافظة كوماموتو. تأسست رسميًا في 27/03/2006. ويقدر عدد سكانها بـ 93047 نسمة حسب تقدير مكتب الإحصاء الياباني لعام 2012. تبلغ مساحة أماكوسا 683.17 كم2. بكثافة سكانية تبلغ 136 نسمة/كم2.

## المناخ
يظهر الجدول التالي التغييرات المناخية على مدار السنة لأماكوسا:
| البيانات المناخية لـأماكوسا       | البيانات المناخية لـأماكوسا | البيانات المناخية لـأماكوسا | البيانات المناخية لـأماكوسا | البيانات المناخية لـأماكوسا | البيانات المناخية لـأماكوسا | البيانات المناخية لـأماكوسا | البيانات المناخية لـأماكوسا | البيانات المناخية لـأماكوسا | البيانات المناخية لـأماكوسا | البيانات المناخية لـأماكوسا | البيانات المناخية لـأماكوسا | البيانات المناخية لـأماكوسا | البيانات المناخية لـأماكوسا |
| الشهر                             | يناير                       | فبراير                      | مارس                        | أبريل                       | مايو                        | يونيو                       | يوليو                       | أغسطس                       | سبتمبر                      | أكتوبر                      | نوفمبر                      | ديسمبر                      | المعدل السنوي               |
| --------------------------------- | --------------------------- | --------------------------- | --------------------------- | --------------------------- | --------------------------- | --------------------------- | --------------------------- | --------------------------- | --------------------------- | --------------------------- | --------------------------- | --------------------------- | --------------------------- |
| متوسط درجة الحرارة الكبرى °م (°ف) | 10.9 (51.6)                 | 11.7 (53.1)                 | 15.0 (59.0)                 | 19.7 (67.5)                 | 23.2 (73.8)                 | 25.8 (78.4)                 | 29.7 (85.5)                 | 31.3 (88.3)                 | 28.5 (83.3)                 | 24.0 (75.2)                 | 18.8 (65.8)                 | 13.5 (56.3)                 | 21.0 (69.8)                 |
| المتوسط اليومي °م (°ف)            | 7.8 (46.0)                  | 8.4 (47.1)                  | 11.3 (52.3)                 | 15.9 (60.6)                 | 19.5 (67.1)                 | 22.4 (72.3)                 | 26.4 (79.5)                 | 27.6 (81.7)                 | 24.8 (76.6)                 | 20.1 (68.2)                 | 15.2 (59.4)                 | 10.2 (50.4)                 | 17.5 (63.4)                 |
| متوسط درجة الحرارة الصغرى °م (°ف) | 4.8 (40.6)                  | 5.3 (41.5)                  | 7.8 (46.0)                  | 12.4 (54.3)                 | 16.2 (61.2)                 | 19.7 (67.5)                 | 23.9 (75.0)                 | 24.7 (76.5)                 | 22.0 (71.6)                 | 17.0 (62.6)                 | 12.0 (53.6)                 | 7.2 (45.0)                  | 14.4 (58.0)                 |
| الهطول مم (إنش)                   | 97.9 (3.85)                 | 93.7 (3.69)                 | 132.7 (5.22)                | 171.0 (6.73)                | 201.1 (7.92)                | 350.0 (13.78)               | 288.4 (11.35)               | 200.6 (7.90)                | 181.0 (7.13)                | 90.7 (3.57)                 | 95.5 (3.76)                 | 86.0 (3.39)                 | 1٬988٫6 (78.29)             |
| متوسط تساقط الثلوج سم (إنش)       | 5 (2.0)                     | 3 (1.2)                     | 0 (0)                       | 0 (0)                       | 0 (0)                       | 0 (0)                       | 0 (0)                       | 0 (0)                       | 0 (0)                       | 0 (0)                       | 0 (0)                       | 2 (0.8)                     | 10 (4)                      |
| متوسط الرطوبة النسبية (%)         | 65                          | 65                          | 66                          | 72                          | 75                          | 82                          | 83                          | 78                          | 75                          | 67                          | 66                          | 66                          | 72                          |
| ساعات سطوع الشمس الشهرية          | 105.2                       | 109.8                       | 158.9                       | 164.7                       | 180.9                       | 141.5                       | 196.8                       | 237.2                       | 187.0                       | 192.7                       | 152.3                       | 117.2                       | 1٬944٫2                     |
| المصدر: NOAA (1961-1990)          |                             |                             |                             |                             |                             |                             |                             |                             |                             |                             |                             |                             |                             |

## معرض صور

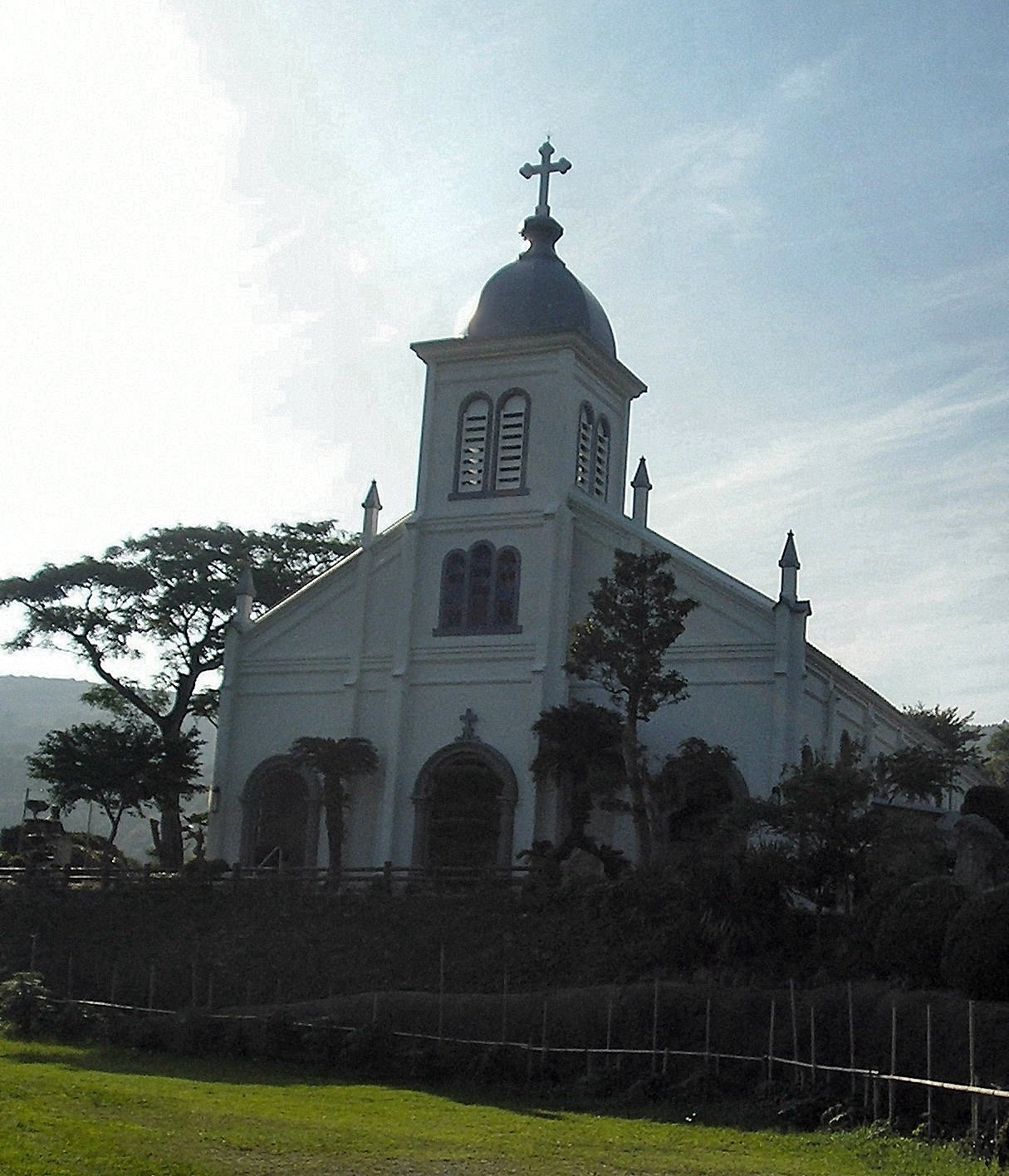
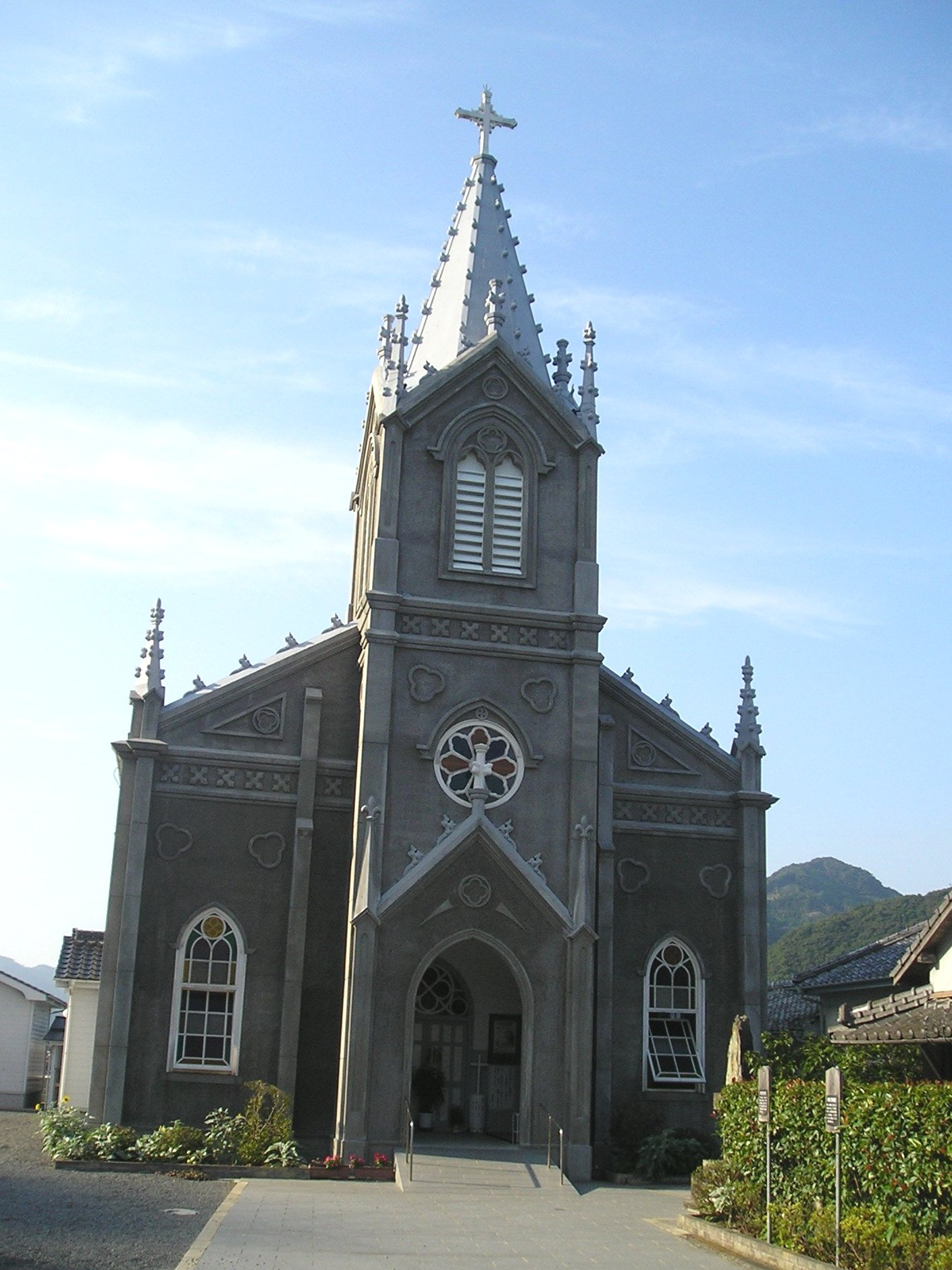
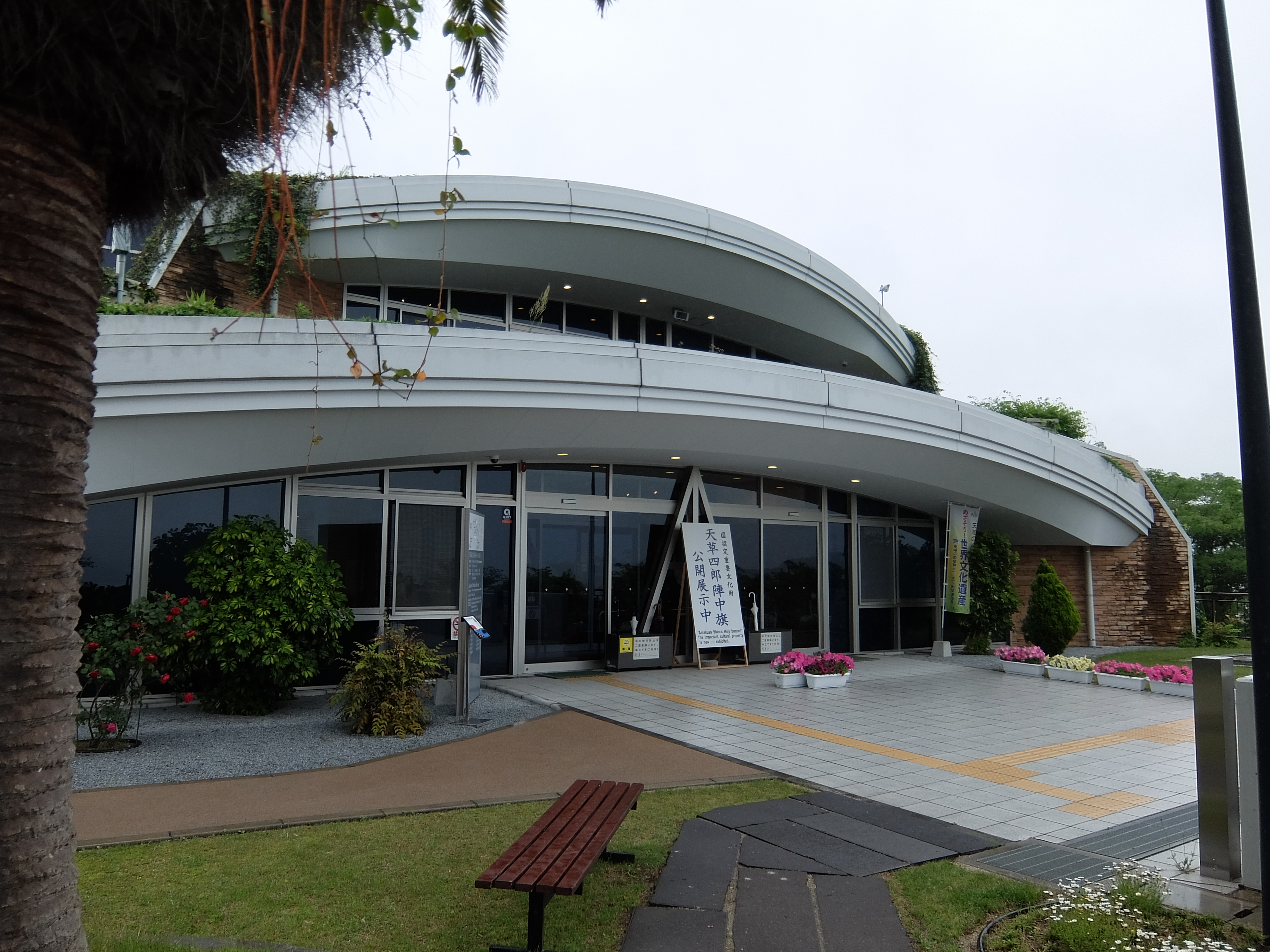
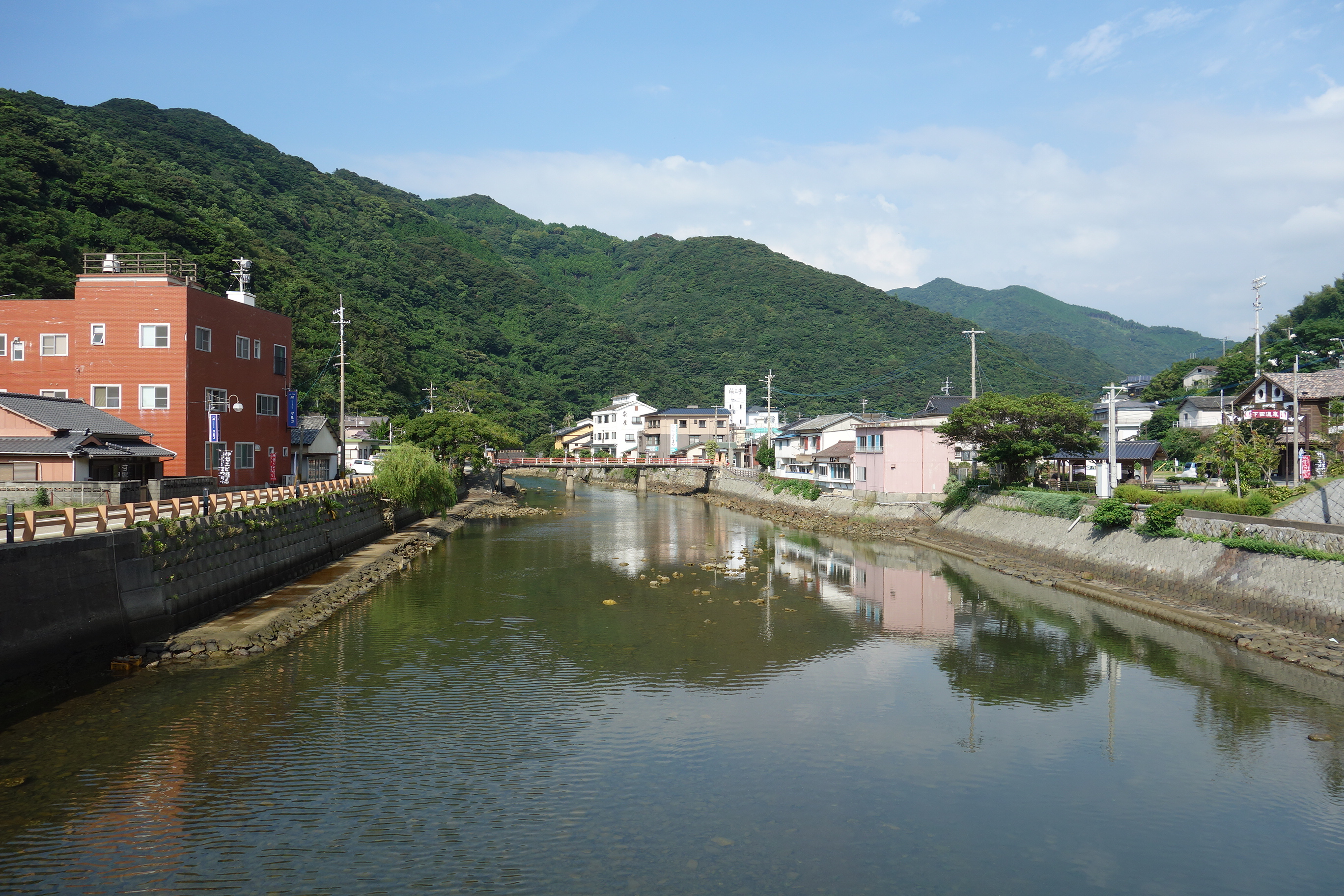

## أعلام
- هيروفومي ياماناكا
- يوشيكي تاناكا
- هيرويوكي أكيموتو